# Schloss Würting
Das Schloss Würting liegt in der Ortschaft Würting der Gemeinde Offenhausen in Oberösterreich. Es geht auf das 9. Jahrhundert zurück.

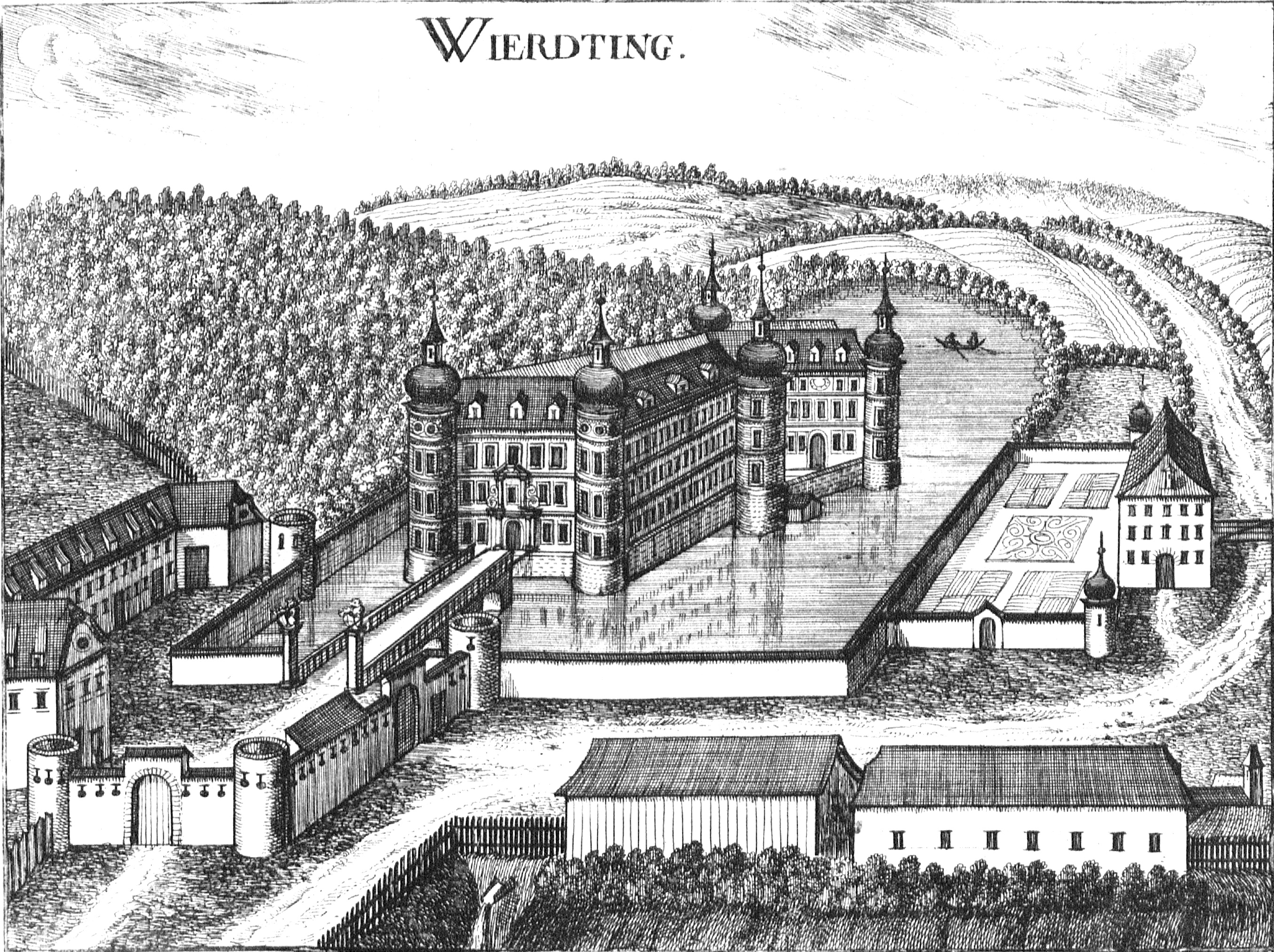
Schloss Würting um 1674, Kupferstich von Georg Matthäus Vischer

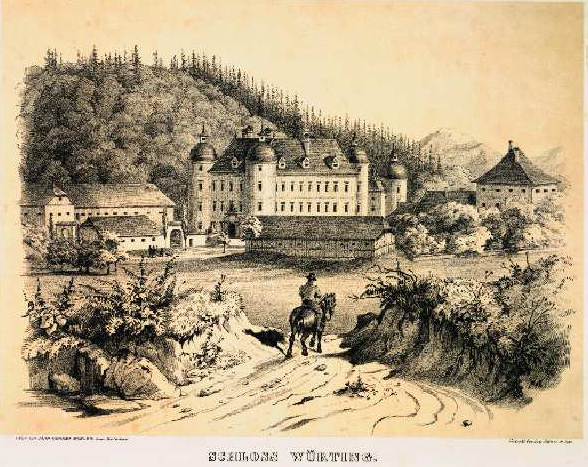
Schloss Würting 1849, Lithographie von Leopold Weismann

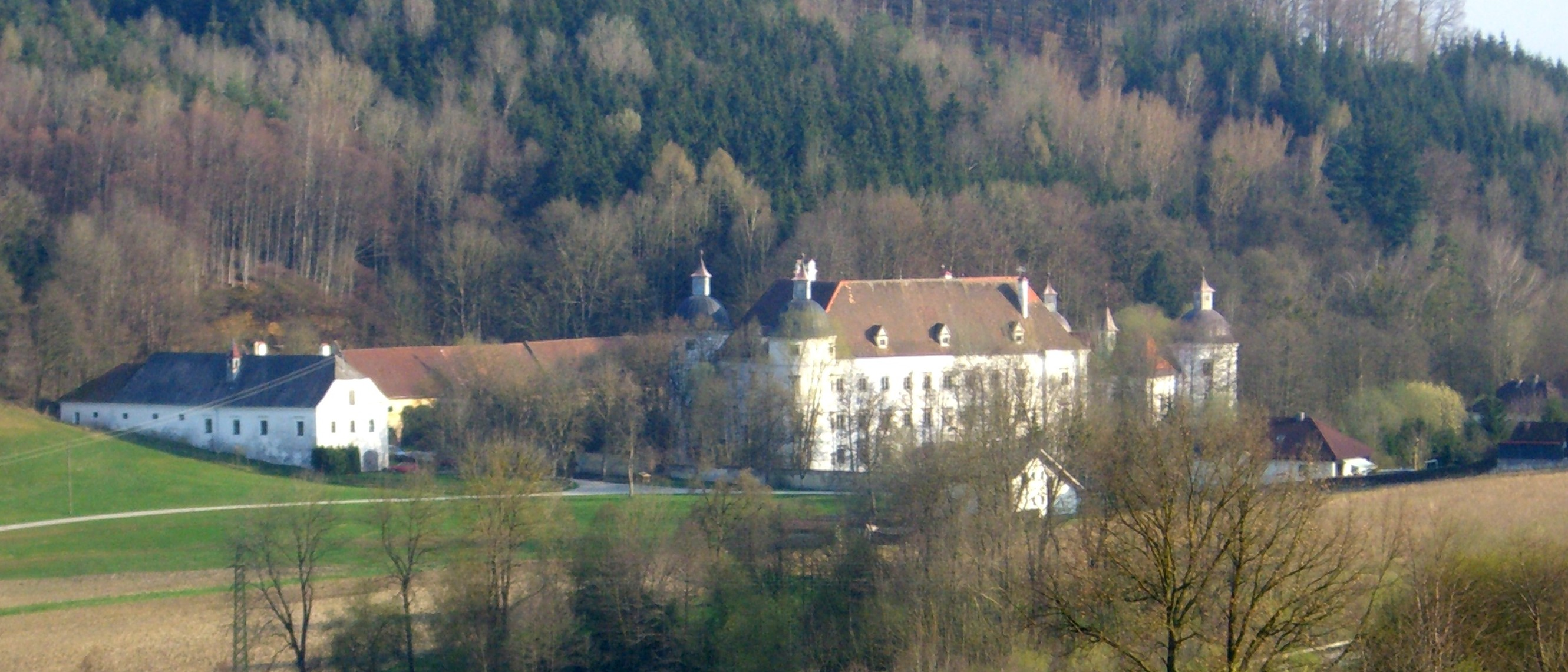
Schloss Würting 2009

Graphik einer Renaissance-Tür aus Schloss Würting als kunsthistorisches Beispiel für die Deutsche Renaissance

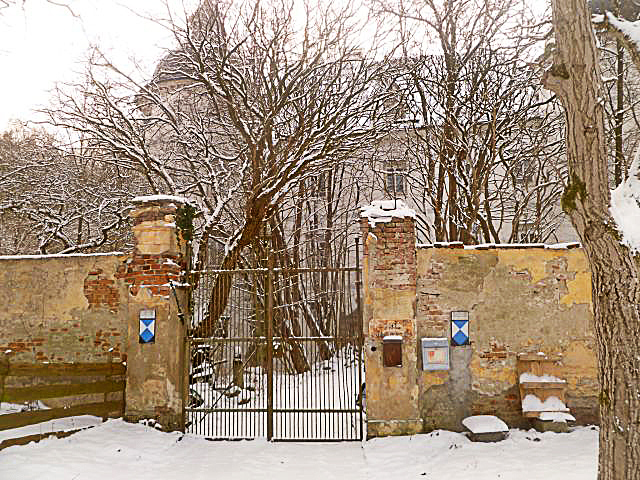
Schloss Würting: Eingangstor

## Baugeschichte
Aus der Entstehungszeit eines Edelsitzes in Würting liegen keine historischen Dokumente vor. Vor allem über die erste bauliche Gestalt des Anwesens gibt es keine genauen Kenntnisse. Vermutungen sprechen von einem romanischen Schankhof zur Zeit der ersten urkundlichen Erwähnung im Jahr 814. Auch die weitere Quellenlage gibt kein Bild des baulichen Zustandes im Mittelalter. Anzunehmen ist ein durch einen Wassergraben geschütztes, befestigtes Gebäude im Sinne einer Wasserburg.
Gesichert ist der Ausbau zu einem gotischen Wasserschloss in den bis heute erhaltenen Grundstrukturen unter Jörg II. Perkheimer und seiner Gattin Susanna bis 1462. Die Jahreszahl am Perkheim’schen Wappenstein über dem Eingangstor deutet auf den Abschluss der Bauarbeiten hin.
Die prächtige Stuckdecke am Korbtonnengewölbe der Eingangshalle sowie weitere Stuckarbeiten im Treppenhaus und am Arkadengang werden dem italienischen Bildhauer und Stuckateur Elia Castello (1572–1602) zugeschrieben.
Ein weiterer Ausbauschritt des Schlosses im Stil der Renaissance in die bis heute großteils erhaltene Form erfolgte unter Christoph Weiß bis 1610. Große Umgestaltungen im äußeren Erscheinungsbild des Gebäudes gab es in den folgenden Jahrhunderten nicht mehr, im Vordergrund stand der Erhalt der Bausubstanz. Beim Westturm war dies nicht mehr möglich, er stürzte 1877 ein und wurde nicht wieder aufgebaut.

## Geschichte und Besitzer
Schloss Würting wurde erstmals 814 im Besitz eines Grafen Richarius urkundlich erwähnt („actum ad wirtingen“). Ab dem 10. Jahrhundert gehörte die Herrschaft den Grafen von Wels-Lambach, deren letzter männlicher Vertreter Bischof Adalbero von Würzburg 1056 das nahe gelegene Benediktinerstift Lambach gründete. Nach dessen Tod 1090 ging Würting an das Hochstift Würzburg über.
Im Jahre 1220 kaufte der Babenberger Herzog Leopold Würting, die Herrschaft ging damit an die Herzöge von Österreich, die sie zu Lehen weitergaben. 1380 belehnte der Habsburger Herzog Albrecht III. Jörg Rathalminger mit Würting.

### Die Perkheimer
Als Alleinerbin und Lehens-Nachfolgerin ihres Vaters brachte Susanna Rathalminger die Herrschaft 1422 in ihre Ehe mit Jörg II. Perkheimer ein. Das Geschlecht der Perkheimer (unterschiedliche Schreibweisen) stammte ursprünglich aus Salzburg. Eine Linie wandte sich dem Land ob der Enns zu und besaß hier viele Herrschaften und Sitze gleichen Namens (Sitz in Timelkam, Oberbergham bei Gaspoltshofen, Schloss Bergham bei Linz, Burg Bergheim bei Geboltskirchen, der Perkhaimerhof in Ebelsberg oder Schloss Bergheim bei Feldkirchen an der Donau).
Jörg II. und Susanna starben kinderlos, Erbe wurde daher ihr Neffe Kaspar Perkheimer (1454–1520), der sich – trotz seiner Herkunft aus der unteren Adelsschicht – die persönliche Freundschaft des Kaisers Maximilian I. erwarb und von diesem von 1498 bis 1501 zum ersten Vizedom im Land ob der Enns ernannt wurde. Als Geldgeber des Kaisers erhielt Kaspar 1498 auch die Herrschaft Pernstein bei Micheldorf (heute Burg Altpernstein) als Pfand.
Sein Sohn Jörg III. Perkheimer (1504–1559) übernahm Schloss Würting nach dem Tod des Vaters. Er war hier mit seinen Brüdern Wolfgang und Kaspar d. J. aufgewachsen und hatte eine hohe Bildung durch den Gelehrten Wilhelm Pullinger (1460–1534), den späteren Leibarzt Kaiser Maximilians I. genossen. Jörg III. trat wie viele Adelsgenossen und auch der Großteil der Bevölkerung im Land ob der Enns zum protestantischen Glauben über. Neben einer steilen politischen Karriere (Vertreter des Ritterstandes im Linzer Landtag ab 1529, in dessen Namen Delegierter an mehreren Reichstagen in Regensburg, Speyer und Augsburg) wurde er auch zum Vorstreiter der protestantischen Sache und wirkte in seiner Funktion am Augsburger Religionsfrieden von 1555 mit.
In seiner Heimat engagierte sich Jörg III. auch sozial. 1534 erreichte er bei König Ferdinand I. auf Verlangen der Einwohner von Offenhausen und seine Fürbitte für das ihm untertänige Dorf die Erhebung zum Markt. Dieses hatte sich zu einem regionalen Zentrum von Handel, Gewerbe und Handwerk entwickelt. Auch die Volksschule Offenhausen („gemaine Schul“) geht auf eine Stiftung in seinem Testament zurück. Die Einrichtung einer im gemeinsamen Testament mit seinem Bruder Wolfgang für den Fall, dass sie ohne Nachkommen blieben, vorgesehenen evangelischen Landschaftsschule für Knaben auf Schloss Würting kam indes nicht zu Stande. Später wurde diese Schule im Linzer Landhaus eingerichtet. Jörg von Perkheim hatte dafür den evangelischen Landständen Oberösterreichs bereits zu Lebzeiten 6.000 Gulden gewidmet, von seinem Erbe kamen weitere 18.000 Gulden dazu.
Bruder Wolfgang (genannt Wolf) übernahm die Herrschaft auf der von Vater Kaspar Perkheimer 1514 erworbenen Burg Rosseg im Kärntner Rosental. Auch er engagierte sich politisch in den Kärntner Landständen als Vertreter des Ritterstandes.
1547 erwarben die Brüder gemeinsam Schloss und Herrschaft Weidenholz in Waizenkirchen, wohin Wolfgang übersiedelte. Nach seinem Tod 1556 und dem Tod seines kinderlos verstorbenen Bruders Jörg III. († 1559) starb das Geschlecht der Perkheimer im Mannesstamm aus und der Besitz ging auf Wolfgangs Tochter Christina in den Besitz ihres Gatten Georg Achaz von Losenstein über.

### Die Familie Weiß
1604 kaufte der wohlhabende Handelsherr und Burgvogt von Wels Christoph Weiß (1549–1617) Schloss Würting.
Seine Gattin war Felicitas von Alt, eine Cousine der berühmten Salome Alt von Altenau.
Weiß hoffte, in den Freiherrenstand erhoben zu werden und baute das Schloss großzügig im Stil der Renaissance aus. Bis 1610 ließ er das Schloss um einen „Gaden“ aufstocken, nach Osten und Süden erweitern und das Innere „mit fürstlicher Pracht“ ausstatten.
Zahlreiche Stuckarbeiten und Deckengemälde wurden in dieser Zeit im Schloss angebracht, darunter ein künstlerisch bedeutender allegorischer Gemäldezyklus, der Claude Aubertin oder Pieter Isaacsz zugeschrieben wird und in dem Christoph Weiß seinem Gönner Kaiser Matthias huldigte, dem er seinen gesellschaftlichen Aufstieg verdankte. 1612 besuchte Kaiser Matthias Schloss Würting auch persönlich.
Bei Christoph Weiß’ Tod war sein Sohn und Erbe Christoph Ludwig (1599–1623) noch minderjährig. Er verstarb bereits mit 23 Jahren und hinterließ seine Gattin und den dreijährigen Sohn Hans Christoph Weiß (1620–1651). Durch die langjährige Vormundschaft und auch bedingt durch die allgemein schwierige wirtschaftliche Lage (es herrschte der Dreißigjährige Krieg) kam es zum raschen finanziellen Niedergang der Familie Weiß. Hans Christoph wurde 1651 von Kaiser Ferdinand III. zwar noch zum Freiherrn von Weißenberg erhoben, er starb aber im selben Jahr völlig mittellos.

### Die Seeauer
Im Zeitraum 1648 bis 1650 ging das Schloss von der Familie Weiß in den Besitz der Grafen von Seeau über. Nach einem langwierigen Kridaprozess kaufte Elias von Seeau (1608–1670) das Wasserschloss Würting schließlich 1650 von einem Verwalter. Über seine erste Frau, Susanna Magdalena Alt von Altenau, war Elias von Seeau mit den Weiß von Würting verschwägert.
Die Seeauer stammten aus dem Salzkammergut. Ihr Stammsitz, das „Seeauergut“, existiert noch heute am Nordende des Hallstättersees in Bad Goisern. Die Grafen von Seeau bekleideten seit Generationen die Position des Salzamtmannes im (Salz-)Kammergut. Das Salzamt hatte die staatliche Aufsicht über die gesamte Salzgewinnung und den Salzhandel in der Region. Die Position war – nicht zuletzt aufgrund des hohen wirtschaftlichen Ertrags aus dem Salzhandel – den Habsburgern entsprechend wichtig und direkt dem Kaiserhaus unterstellt (Hofbeamter).

Neben Würting besaßen die Seeauer in weitverzweigten Familienlinien unzählige andere Edelsitze. Johann Friedrich Graf von Seeau (1659–1729), Sohn des Elias von Seeau, wurde zum Begründer der Würtinger Linie der Familie. Sein voller Titel lautete: 

„Hoch- und Wohlgeboren Herr Johann Friedrich, des Heiligen Römischen Reiches Graf und Herr von Seeau zu Mühlleiten, Freiherr auf Würting, Herr der Herrschaften Piberstain, Moos, Litzl- und Helfenberg, der römisch kaiserlichen Majestät wirklicher Kämmerer, Hofkammerrat und Salzamtmann in Österreich ob der Enns, wie auch Pfandinhaber und Inspektor der kaiserlichen Graf- und Herrschaften Ort und Wildenstein, auch beider kaiserlichen Aufschläge Ybbs und Särmlingstein.“

Johann Friedrich war also auch im Besitz der Herrschaft Moos in Offenhausen, die höchstwahrscheinlich seine Gattin Maria Eleanora von Gera in die Ehe einbrachte und somit zur Herrschaft Würting kam. Die Eheleute sind in der „Freyherrlichen Seeauischen Gruft“ in der St. Anna Kirche in der Pfarre Timelkam bestattet.
Unter Misswirtschafts- und Korruptionsvorwürfen im Salzkammergut begann ab 1707 ein rascher Abstieg des Hauses Seeau, der sich auch in den Folgegenerationen fortsetzte. Graf Johann Friedrich und auch sein Sohn Ferdinand Friedrich (1693–1768) kamen beim Kaiserhaus in Ungnade, was zur Einschränkung ihrer Kompetenzen und auch zu einem finanziellen Niedergang führte.
Dessen Sohn Ferdinand Franz Anton (1743–1812) war, vielleicht auch mangels größerer Aufgaben, passionierter Landwirt und tat sich als solcher bei der Urbarmachung des Gebietes der Maxlhaid bei Wels hervor. Der von ihm erbaute Seeauhof wurde 1835 zur Station Maxlhaid der Pferdeeisenbahn Linz-Gmunden umfunktioniert.
Die Seeauer hielten Schloss Würting bis ins 19. Jahrhundert, nahmen in dieser Zeit jedoch keine wesentlichen baulichen Veränderungen vor.

### Johann Grillmayer und Sohn
Nach Erlöschen der männlichen Linie der Seeauer verkaufte die letzte Erbin Mathilde Földvary von Földvar Schloss Würting 1860 an den Bürgerlichen Johann Evangelist Grillmayr (1809–1881), den Gründer der Spinnerei Kleinmünchen (heutige Linz Textil AG). Grillmayr und noch mehr sein Sohn Johann Karl (1862–1915) setzten viel Engagement in die Erhaltung des Schlosses. Zahlreiche erste Photographien des Gebäudes wurden in dieser Zeit angefertigt. Johann Karl schuf selber eine Schlosschronik zur Aufarbeitung seiner wechselhaften Geschichte. Es erfolgte eine detailgetreue Restaurierung in das Erscheinungsbild der Renaissance. Der Westturm konnte jedoch nicht mehr gerettet werden. Er stürzte 1877 ein, da seine Piloten durchgefault waren, und wurde nicht mehr aufgebaut.
Auch die Schlosskapelle wurde unter Grillmayr renoviert und mit einem 1893 von Hans Greil hergestellten Marienkrönungsaltar ausgestattet, der heute als Choraltar in der Pfarrkirche Vorderweißenbach im Mühlviertel steht.
Johann Karl von Grillmayer engagierte sich auch sozial in Offenhausen. Er unterstützte die örtlichen Vereine (Bürgerkorps, Feuerwehr, Musikverein) und ließ 1889 die erste „Kinderbewahranstalt“ im Ort und in der gesamten Region errichten, den späteren Kindergarten.
Im Jahr 1900 verließ er Offenhausen und übersiedelte nach Schwanenstadt, wo er eine Fabrik besaß. Schloss Würting verkaufte er im selben Jahr an den Neu-Öttinger Holzhändler Josef Welz, der es zu Spekulationszwecken erwarb, den Meierhof samt Gründen verkaufte und schließlich 1902 das Schloss an die vermögende Lily Alberti d'Enno, geb. Thornton, weiterverkaufte.

### Gräfin Alberti d'Enno und Gräfin Hoyos
Lila Thornton (genannt Lily) entstammte einer vermögenden Industriellen-Familie aus Yorkshire, England. 1900 heiratete sie den aus altem Tiroler Adelsgeschlecht stammenden Grafen August Alberti d’Enno. Am 1. Mai 1902 erwarb sie das Schloss Würting um 144.000 Kronen (umgerechnet ca. 1 Mio. Euro). Gräfin Alberti d'Enno tat sich auch als Gönnerin in Offenhausen hervor. So spendete sie der örtlichen Freiwilligen Feuerwehr eine Motorspritze und eine neue Orgel in der Pfarrkirche Offenhausen. Das Schloss, das bei hohen Erhaltungskosten ohne Grundbesitz keine wirtschaftlichen Erträge mehr einbrachte, verkaufte sie 1918 an die befreundete Gräfin Alice Hoyos zu Stixenstein.

### Willy und Stefanie Gutmann
Bereits 1919 verkaufte Gräfin Hoyos an den vermögenden Wiener Großindustriellen Wilhelm Hermann Gutmann (1889–1966). Dieser erwarb, das sich mittlerweile in schlechtem Zustand befindliche Schloss für seine zweite Frau Stefanie (1881–1952) geb. Sobotka, woraufhin es eine erneute kurze Blütezeit erlebte. Das Schlossgebäude wurde renoviert und mit wertvollem Mobiliar und Gemälden ausgestattet, darunter Ölbilder des Malers John Quincy Adams, des ersten Mannes von Stefanie Gutmann.
Schloss Würting war in dieser Zeit für Wissenschaftler, Künstler, Musiker und Philosophen aus dem Freundeskreis der Familie Gutmann ein Rückzugs- und Schaffensort. Ebenso war das Schloss in jener Zeit Treffpunkt der hohen Wiener Gesellschaft und internationaler Gäste. So lebte der Schachspieler Arthur Kaufmann, enger Freund des Dramatikers Arthur Schnitzler, ab 1923 für etwa 10 Jahre als Gast der Familie Gutmann auf Schloss Würting. Ein solches Gastrecht genoss auch der Gründer der Paneuropa-Union, Richard Nikolaus Coudenhove-Kalergi.
1923 verfasste Coudenhove-Kalergi in angeblich nur drei Wochen auf Schloss Würting sein programmatisches Buch Pan-Europa. Die Monografie, in der der Graf seine Ideen eines vereinten Europa beschreibt, gilt als Beginn der Paneuropa-Union.
Auch der durch Versuche mit Geburtshelferkröten berühmt gewordene Biologe Paul Kammerer verbrachte mehrere Sommer auf Schloss Würting zur Erholung und Schreibklausur. Hier kam er zu seinem Spitznamen „Krötenküsser“: Theresa Bloch-Bauer, die Schwester der von Gustav Klimt als Goldene Adele porträtierten Adele Bloch-Bauer, hatte ihn bei einer Begegnung in Würting so genannt. Den Sommer 1923 verbrachte auch ein Kollege Kammerers auf Schloss Würting, der international angesehene, aus Slowenien stammende Insektenforscher Ivan Regen.
Im August 1929 wurde ein Werk des Komponisten Armin Kaufmann (op. 14, 3. Sonate für Violine und Klavier) auf Schloss Würting uraufgeführt.

### NS- und Nachkriegszeit
Um einer drohenden Zwangsenteignung zuvorzukommen, schenkte Stefanie Gutmann im Dezember 1938 ihrem „arischen“ Schwiegersohn Emanuel Walderdorff das Schloss. Noch vor der Genehmigung der Schenkung und Eintragung im Grundbuch ging das Schloss zu einem Bruchteil seines Wertes an den Reichsgau Oberdonau. Stefanie Gutmann gelang im März 1939 die Flucht nach Belgien, wo sie nach der deutschen Besetzung in einem Dachbodenversteck den Zweiten Weltkrieg überlebte. Der Gau Oberdonau überließ das Schloss der SA-Gruppe Alpenland, die dort eine „Führerschule“ einquartierte. Die wertvolle Einrichtung wurde verkauft oder verschwand auf unbekannten Wegen. Bei Übernahme durch die SA waren die Wertgegenstände belegbar im Schloss, da noch in einer Schätzung aus 1941 ausdrücklich darauf Bezug genommen wurde.
Nach Ende des Zweiten Weltkriegs besetzten im Mai 1945 kurzfristig amerikanische Truppen das Schloss, ab 17. August wurden dort volksdeutsche Flüchtlinge und ausgebombte Wiener untergebracht. Von 1947 bis 1951 war im Schloss ein Landeserziehungsheim für Mädchen eingerichtet.
Aus dem belgischen Exil zurückgekehrt hatte Stefanie Gutmann bereits im September 1945 ihre Ansprüche auf das Schloss beim Rechtsnachfolger des Gaues Oberdonau, dem Land Oberösterreich angemeldet. Nach einem langwierigen Rechtsstreit wurde dem Rückstellungsantrag erst am 13. März 1952 durch einen Vergleich stattgegeben. Das Land hatte zuvor noch den Schlosswald schlägern lassen. Stefanie Gutmann musste zur Finanzierung der Verfahrenskosten und der Vergleichssumme für die Rückstellung das mittlerweile stark in Mitleidenschaft gezogene Anwesen umgehend weiterverkaufen. Sie verstarb noch im selben Jahr. Käufer war der Sägewerksbesitzer Josef Neuhofer aus Stadl-Paura. 1954 erwarb Anna Rogalla-Rumpel das Schloss von Neuhofer und bewohnte es mit ihrem Mann Rüdiger Rogalla.

### Letzte Jahrzehnte und Gegenwart
Nach dem Tod Rogalla-Rumpels 1969 übertrug der Witwer das Besitzrecht an eine liechtensteinische Stiftung. 1971 starb auch Rüdiger Rogalla und die bedeutenden Renaissance-Deckenbilder wurden in einer Blitzaktion außer Landes gebracht. 1994 konnten diese – bereits verloren geglaubt – vom Verein „Denkmalpflege Oberösterreich“ mit Hilfe des Landes und des Bundesdenkmalamtes durch einen Rettungskauf sichergestellt werden. Nach aufwendiger Restaurierung sind sie seither im Schlossmuseum Linz ausgestellt.
1975 ging das Schloss an den Künstler und Paläontologen Herbert Schaffer, der dort seine paläontologische Sammlung unterbrachte und am 25. Juni 2019 verstorben ist.
Trotz Unterstützung durch die öffentliche Hand ist das Schloss heute in schlechtem Zustand. Das Anwesen ist nicht öffentlich zugänglich. 
2025 übernahm das Schweizer Unternehmerpaar mit österreichischen Wurzeln, Julia und Gerhard Lehner das Schloss. In 4 Jahren soll es soweit in stand gesetzt werden, dass es privat und öffentlich wieder zugänglich ist.

## Trivia

### Die „Schwarze Frau“ von Würting
Im Schloss Würting soll es einer Überlieferung nach auch einen Geist gegeben haben: eine Schlossherrin sei von ihrem Gemahl während eines im großen Saal abgehaltenen Gastmahles mit ihrem Geliebten im Turmzimmer des Ostturmes überrascht und von ihm an Ort und Stelle niedergestreckt worden. Daraufhin sei diese Schlossherrin dazu verurteilt gewesen, zu ihrer Todesstunde als Geist in schwarzen Gewändern die Räume des Schlosses zu durchschreiten. Der Fußboden im Turmzimmer habe zudem gelbe Flecken aufgewiesen, die Spuren menschlicher Blutflecken gewesen sein sollen.

### Die Familiengruft der Weiß von Würting
1617 starb mit Christoph Weiß das Oberhaupt der rasch zu Wohlstand gekommenen Familie. Sein Leichnam wurde in der neu errichteten Gruft unter der südlichen Seitenkapelle der Pfarrkirche Offenhausen bestattet, die als Familiengruft allen weiteren Verstorbenen der Familie Weiß als letzte Ruhestätte dienen sollte. In der Seitenkapelle wurde ein mächtiges Grabmal zur Erinnerung an Christoph Weiß errichtet, das bis heute – jedoch zu einem Altar umgestaltet – in der gegenüberliegenden Seitenkapelle steht. Eine dafür von Friedrich Thön gestaltete prächtige Büste des Christoph Weiß soll sich bis heute im Schloss befinden.
Tatsächlich wurden auch Christoph Weiß’ Gattin Felicitas sowie sein Sohn und Enkelsohn dort bestattet. Nach erfolgter Gegenreformation wurden jedoch am 22. Juli 1776 unter Pfarrer Johann Georg Wiringer alle Särge aus der Gruft entfernt und die Leichname der protestantischen Familie Weiß an einem unbekannten Ort im Boden verscharrt.

### VonGrillmayrzuGrillmayer
Der erfolgreiche Textilindustrielle Johann Evangelist Grillmayr erwarb Schloss Würting 1860 und wurde von Kaiser Franz Joseph I. in den Adelsstand erhoben. Aus dem Grillmayr wurde von Grillmayer.

### Schloss Würting undSound of Music?
Auch die Verbindung einer ehemaligen Besitzerin des Schlosses Würting mit der später zu Weltruhm gekommenen Familie Trapp ist belegt: Gräfin Alice Hoyos von Stixenstein (1851–1936), Tochter des britischen Ingenieurs Robert Whitehead, war die Tante von Agathe von Trapp, geb. Whitehead, der ersten Frau von Georg Ludwig von Trapp. Aus der Ehe gingen sieben Kinder hervor, die später zusammen mit Georg Ludwigs zweiter Frau Maria Augusta, geb. Kutschera und den drei weiteren gemeinsamen Kindern als singende Trapp-Familie in den USA Berühmtheit erlangten. Die Gräfin Hoyos besaß Schloss Würting allerdings nur von Februar 1918 bis Oktober 1919. Ihr hauptsächlicher Wohnsitz war neben Schloss Schwertberg das Ringstraßen-Palais der Familie Hoyos in Wien, heute Teil des Hotels Bristol.

### Großer Reichtum und weitverzweigte Familienbäume
Die Familien Gutmann und Sobotka gehörten zur hohen Wiener Gesellschaft, wodurch sich auch ihre illustre Gästeschaft auf Schloss Würting erklärt. Willy Gutmann entstammte einer durch Kohleabbau zu großem Wohlstand gekommenen Großindustriellen-Familie. Sein Großvater David von Gutmann hatte zusammen mit seinem älteren Bruder Wilhelm die Firma Gebrüder Gutmann gegründet, die zum größten Kohleunternehmen in Österreich-Ungarn avancierte. Um die Jahrhundertwende galt Willy Gutmann als einer der reichsten Männer in Wien.
Auch die Familie Sobotka war äußerst wohlhabend. Stefanies Vater Moritz Sobotka gründete 1884 mit Jakob Hauser eine Malzfabrik in Wien-Stadlau (heutige STAMAG – Stadlauer Malzfabrik GesmbH). Zum weitverzweigten Stammbaum der Familie Sobotka gehörte u. a. auch die in Amerika erfolgreich gewordene Tänzerin und Schauspielern Ruth Sobotka, die zweite Frau von Stanley Kubrick.
Die erste Tochter von Stefanie Sobotka und John Quincy Adams, Harriet Daisy, heiratete den Grafen Emanuel von Walderdorff und war Besitzerin des Hotels Goldener Hirsch in Salzburg, wo auch Stefanie Gutmann nach ihrer Rückkehr nach Österreich ihre letzten Lebensjahre verbrachte.